# Giro del Belgio 1980
Il Giro del Belgio 1980, sessantaquattresima edizione della corsa e valida come evento UCI categoria CB.1, si svolse dal 6 al 10 aprile 1980, per un percorso totale di 793 km suddiviso in 5 tappe. Fu vinto dall'olandese Gerrie Knetemann che concluse il giro con il tempo totale di 19 ore, 01 minuti e 05 secondi, alla media di 41,69 km/h.

## Tappe
| Tappa  | Data      | Percorso                           | km  | Vincitore di tappa | Leader cl. generale |
| ------ | --------- | ---------------------------------- | --- | ------------------ | ------------------- |
| 1ª     | 6 aprile  | Anversa > Ypres                    | 190 | Marc Renier        |                     |
| 2ª     | 7 aprile  | Ypres > Mouscron (Cron. a squadre) | 38  | TI-Raleigh-Creda   |                     |
| 3ª     | 8 aprile  | Mouscron > Bruxelles               | 198 | Jan Raas           |                     |
| 4ª-1ª  | 9 aprile  | Bruxelles > Waremme                | 103 | Fons De Wolf       |                     |
| 4ª-2ª  | 9 aprile  | Waremme > Beringen                 | 88  | Ludo Peeters       |                     |
| 5ª     | 10 aprile | Beringen > Liegi                   | 176 | Daniel Willems     | Gerrie Knetemann    |
| Totale | Totale    | Totale                             | 793 |                    |                     |

## Dettagli delle tappe

### 1ª tappa
- 6 aprile: Anversa > Ypres – 190 km

Risultati
| Pos. | Corridore          | Squadra     | Tempo    |
| ---- | ------------------ | ----------- | -------- |
| 1    | Marc Renier        | Marc-Carlos | 4h28'20" |
| 2    | Roger De Vlaeminck | Boule d'Or  | s.t.     |
| 3    | Francesco Moser    | Sanson      | s.t.     |

### 2ª tappa
- 7 aprile: Ypres > Mouscron – 38 km

Risultati
| Pos. | Squadra            | Tempo    |
| ---- | ------------------ | -------- |
| 1    | TI-Raleigh-Creda   | 2h20'42" |
| 2    | Boule d'Or-Colnago | a 54"    |
| 3    | Sanson-Campagnolo  | a 2'18"  |

### 3ª tappa
- 8 aprile: Mouscron > Bruxelles – 198 km

Risultati
| Pos. | Corridore    | Squadra    | Tempo    |
| ---- | ------------ | ---------- | -------- |
| 1    | Jan Raas     | TI-Raleigh | 4h45'49" |
| 2    | Cees Priem   | TI-Raleigh | s.t.     |
| 3    | Paul Sherwen | La Redoute | s.t.     |

### 4ª tappa-1ª semitappa
- 9 aprile: Bruxelles > Waremme – 103 km

Risultati
| Pos. | Corridore          | Squadra       | Tempo    |
| ---- | ------------------ | ------------- | -------- |
| 1    | Alfons De Wolf     | Boule d'Or    | 2h21'10" |
| 2    | Roger De Vlaeminck | Boule d'Or    | a 4"     |
| 3    | Walter Planckaert  | Vermeer-Thijs | s.t.     |

### 4ª tappa-2ª semitappa
- 9 aprile: Waremme > Beringen – 88 km

Risultati
| Pos. | Corridore          | Squadra    | Tempo    |
| ---- | ------------------ | ---------- | -------- |
| 1    | Ludo Peeters       | Ijsboerke  | 2h21'08" |
| 2    | Gerrie Knetemann   | TI-Raleigh | s.t.     |
| 3    | Roger De Vlaeminck | Boule d'Or | a 24"    |

### 5ª tappa
- 9 aprile: Beringen > Liegi – 176 km

Risultati
| Pos. | Corridore         | Squadra   | Tempo    |
| ---- | ----------------- | --------- | -------- |
| 1    | Daniel Willems    | Ijsboerke | 4h17'53" |
| 2    | Sean Kelly        | Splendor  | a 17"    |
| 3    | Guido Van Calster | Splendor  | s.t.     |

## Classifiche finali

### Classifica generale
| Pos. | Corridore         | Squadra    | Tempo     |
| ---- | ----------------- | ---------- | --------- |
| 1    | Gerrie Knetemann  | TI-Raleigh | 19h01'05" |
| 2    | Daniel Willems    | Ijsboerke  | a 1'04"   |
| 3    | Francesco Moser   | Sanson     | a 1'15"   |
| 4    | Sean Kelly        | Splendor   | a 1'19"   |
| 5    | Michel Pollentier | Splendor   | a 1'23"   |
| 6    | Guido Van Calster | Splendor   | a 1'28"   |
| 7    | Fons De Wolf      | Boule d'Or | a 2'32"   |
| 8    | Stefan Mutter     | TI-Raleigh | a 2'59"   |
| 9    | Bert Oosterbosch  | TI-Raleigh | s.t.      |
| 10   | Leo Van Vliet     | TI-Raleigh | a 3'11"   |

### Classifica a punti
| Pos. | Corridore       | Squadra | Punti |
| ---- | --------------- | ------- | ----- |
| 1    | Francesco Moser | Sanson  | ?     |

### Classifica scalatori
| Pos. | Corridore        | Squadra    | Punti |
| ---- | ---------------- | ---------- | ----- |
| 1    | Patrick Pevenage | DAF Trucks | ?     |

### Classifica a squadre
| Pos. | Squadra  | Tempo |
| ---- | -------- | ----- |
| 1    | Splendor | ?     |